# Francesca (película)
Francesca es una película argentina de 2015 dirigida por Luciano Onetti y producida por Nicolás Onetti. Es la segunda parte de la trilogía giallo de Onetti, conformada además por Sonno Profondo (2013) y Abrakadabra (2019).

## Sinopsis
Un asesino tiene el propósito de limpiar la ciudad de las almas impuras, basado en algunos pasajes de La Divina Comedia, de Dante Alighieri. Sus crímenes parecen estar relacionados con la extraña desaparición de Francesca, la hija del poeta Vittorio Visconti, acaecida quince años atrás. Los agentes Bruno Moretti y Benito Succo tendrán que investigar este misterio.

## Reparto
- Raúl Gederlini es el poeta Vittorio Visconti
- Silvina Grippaldi es Nina Visconti
- Luis Emilio Rodríguez es el inspector Bruno Moretti
- Gustavo D'alessandro es el detective Benito Succo
- Martina Nigrelli es Francesca Visconti
- Juan Bautista Massolo es Giovanni Bianco

## Antecedentes y producción
Onetti había debutado como director de largometrajes en 2013 con el filme experimental Sonno Profondo, el cual grabó con una cámara Nikon mientras estudiaba derecho en la ciudad de Olavarría, Provincia de Buenos Aires. El filme, inspirado en las producciones giallo italianas, fue exhibido en el Festival de Cine de Sitges y ganó diversos premios.
Tras la acogida de Sonno Profondo, Onetti decidió grabar una nueva película ambientada en la década de 1970, igualmente inspirada en el género giallo. Su hermano Nicolás se desempeñó nuevamente como productor, tal como lo hizo en el primer filme. Francesca fue rodada en la ciudad argentina de Azul.
De acuerdo con el director, la diferencia entre Sonno Profondo y Francesca es que en la primera quisieron narrar la historia desde la perspectiva del asesino, mientras que la segunda «es un policial duro al igual que los verdaderos giallos».

## Estreno
Francesca se estrenó en el Festival de Cine de Sitges de 2015, en la sección Noves Visions. Participó en otros eventos como el Buenos Aires Rojo Sangre, el Morbido Film Fest de México, el Festival Internacional de Cine Fantástico de Oporto, Ravenna Nightmare de Italia y el Festival Internacional de Cine de Punta del Este, entre otros.
En 2016, la compañía Unearthed Films adquirió los derechos de distribución de la película para Norteamérica. Fue distribuida en España por Regia Films, en Francia por The Ecstasy of Films, en Alemania por Mad Dimension y en el Reino Unido por Jinga Films. Se estrenó en las salas de cine de Argentina en septiembre de 2017.
Años después, Onetti publicó una nueva versión del filme titulada Francesca: Original Director's Version, en la que participa el cineasta italiano Aldo Lado como presentador y que incluye diálogos grabados en Italia por actores profesionales (en la versión original los diálogos fueron grabados por argentinos), una corrección de color y nuevas piezas musicales. A finales de 2023, la película fue añadida al catálogo de la plataforma de streaming Amazon Prime.

## Recepción
Diego Brodersen del diario Página/12 criticó la calidad del doblaje, pero afirmó que Francesca «posee varios momentos que logran dar visualmente en la tecla». Para Ezequiel Boetti del portal Otros Cines, Francesca «relee todo un subgénero y, con eso, una época. Tiempos en los que mandaba la sugestión por sobre lo explícito, donde había más clima que golpes de efecto». Daniela Montecchiarini de la página Cinecrítico la describió como «una oda a las películas de cine giallo, un culto a una subespecie que vive y respira».
El filme ganó un premio Tabloid Witch en la categoría de mejor diseño de producción y fue nominada a mejor película en el Festival Internacional de Cine Fantástico de Oporto. También logró el galardón a la mejor película giallo en la edición para Kansas de la convención Crypticon y el premio Weird Visions en Ravenna Nightmare. Onetti fue reconocido como el mejor director en la edición de 2015 de Buenos Aires Rojo Sangre.